# ジェームズ・ウォルフェンソン
ジェームズ・ウォルフェンソン（James Wolfensohn, 1933年12月1日 - 2020年11月25日）は、オーストラリア出身の経済学者。世界銀行グループ総裁（第9代）。

## 来歴
オーストラリアのシドニーで生まれ、後にアメリカ合衆国の市民権を獲得する。シドニー大学で学士号と法学学士号を取得し、ハーバード大学でMBAを得る。1956年のメルボルンオリンピックでオーストラリアのフェンシング・チームの一員として出場経験があり、またアメリカ芸術科学アカデミーとアメリカ哲学学会の研究員でもある。文化と芸術に関する活動もしており、1970年からニューヨークのカーネギー・ホール理事を務める。ニューヨーク近代美術館からデイヴィッド・ロックフェラー賞を贈られている。また1995年に、イギリス女王（オーストラリアの女王でもある）エリザベス2世からナイトが授与される。2004年にはベンジャミン・フランクリン・メダル、2006年には旭日大綬章を受章。2020年11月25日、アメリカ合衆国ニューヨーク州マンハッタンの自宅で死去。

## 職歴
ハーバード大学でMBAコースに入る前に、オーストラリア系の法律事務所で弁護士として活動したほか、航空士官としても勤務していたことがある。ハーバード大学卒業後、1981年には投資会社である「ジェームズ・D・ウォルフェンソン社」を設立し、社長兼最高経営責任者 (CEO) としてアメリカ国内外の企業に投資顧問業務を展開してきた。この投資会社設立以前にも、ニューヨークのソロモン・ブラザーズの取締役パートナーや同社投資銀行部門部長、ロンドンのシュローダーズ社の取締役副会長兼社長、ニューヨークのJ.ヘンリー・シュローダーズ・バンキング・コーポレーション社長、さらにオーストラリアの投資会社ダーリング&カンパニー・オブ・オーストラリア社の専務取締役を務めていた。

## 家族
妻エレインはウェルズリー大学から学士号、コロンビア大学から修士号を取得しており、夫妻の間には3人の子供がいる。2020年8月に死去し、3カ月後に後を追うようにジェームズもこの世を去った。

### 参考資料
- http://www.trueknowledge.com/q/facts_about__james_wolfensohn
- http://www.emergingmarkets.org/Article/2298737/Em-20-years-profile-James-Wolfensohn.html

| 官職                                | 官職                                 | 官職                            |
| ----------------------------------- | ------------------------------------ | ------------------------------- |
| 先代 ルイス・トンプソン・プレストン | 世界銀行グループ総裁 1995年 - 2005年 | 次代 ポール・ウォルフォウィッツ |